# 죽전역 (대구)
죽전(구병원)역(Jukjeon(Koo Hospital)Station, 竹田驛)은 대한민국 대구광역시 달서구 감삼동 죽전네거리에 있는 대구 도시철도 2호선의 전철역이다. 인근에 사랑모아통증의학과의원, 대구미래여성병원, 구병원 등이 있다.

## 특징
부역명은 구병원이다. 3번 출구 인근에 있으며, 전동차내 안내방송에서는 4번 출구로 나가라고 안내한다.
죽전네거리에 있으며, 출구로 나가면 대구의료원, 사랑모아통증의학과, 서대구산업단지, 서대구역 등으로 연계된다. 이 역 동쪽에 한국케이블TV 푸른방송이 있으나, 안내방송에서는 언급되지 않는다. 출구는 시내 방향에만 설치되어 있었다가, 2022년 2월 22일 부로 죽전네거리 서편의 성서 방향으로 2개의 출구가 신설되었다. 죽전동과 감삼동에 걸쳐 있으며, 큰 교차로에 역이 있고 2015년 8월 1일 시내버스 개편으로 서구1(-1)번이 신설되고, 급행8번이 서대구역으로 연장된 후에는 서대구산단/서대구역 방향으로 시내버스와의 연계성이 강화되어 이용객이 증가했으나 서구1(-1)번은 2025년 2월 24일에 폐지됐다. 따라서 죽전역 - 서대구산단 - 서대구역 구간으로는 급행8번만 다니고 있다.
대구의료원은 이 역에서 약 1.2km 떨어져 있으며, 6번 출구에서 320번으로 환승하면 대구의료원 정문으로 이동할 수 있다.

## 역명의 유래
옛날에 이 지역에는 대나무가 많이 자라고 있었는데 대나무가 많다고 부업으로 대나무 갈퀴를 만들어 서문시장 뿐만 아니라 전국적으로 판매하였는데 대나무 갈퀴를 많이 생산하는 곳이라고 해서 죽전으로 불리게 되었다. 한자도 대나무 죽(竹)자와 밭 전(田)자를 쓴다.

## 역 구조
1면 2선의 노란색 기둥의 섬식 승강장이 있는 지하역이다. 스크린도어가 설치되어 있다.

## 역사
- 2005년 10월 18일 : 대구 도시철도 2호선 개통과 함께 영업 개시
- 2016년 10월 15일 : 스크린도어 설치

### 승강장
| 용산 ↑   |
| 하 상 \| |
| ↓ 감삼   |

| 상행 | ● 대구 도시철도 2호선 | 용산·계명대·문양 방면   |
| 하행 | ● 대구 도시철도 2호선 | 반월당·범어·영남대 방면 |

- 승강장에서 반대 방향 열차로 갈아탈 수 있다.

## 역 주변
| 나가는 곳 | 방면 |
| --------- | --- |
| 1         | 대구용산초등학교 대구용산중학교 국군복지단무열학사 농협 대구축산농협죽전지점 미래여성병원                                         |
| 2         | 대우월드마크웨스트엔드 삼정브리티시용산 감삼청구타운 우방드림시티아파트                                                           |
| 3         | 감삼우체국 감산치안센터 IM뱅크 죽전지점 구병원 대구신용보증재단 죽전네거리 알리앙스예식장 드림시티 새마을금고 서부새마을금고 본점 |
| 4         | 죽전네거리 감삼동 감삼우방드림시티                                                                                                |
| 5         | 죽전동 동화로즈빌 농협 성서농협 죽전동지점 제일은행 죽전동지점 푸른방송 웨딩 프라임캐슬 서대구대동병원 청실아파트                 |
| 6         | 서대구산업단지 죽전119안전센터 대구의료원 더열린병원 새마을금고 감삼새마을금고 본점                                               |

## 승차량 변동
| 노선  | 승차 인원 | 승차 인원 | 승차 인원 | 승차 인원 | 승차 인원 | 승차 인원 | 승차 인원 | 승차 인원 | 승차 인원 | 승차 인원 | 승차 인원 | 승차 인원 | 승차 인원 | 주석 |
| 노선  | 2005년    | 2006년    | 2007년    | 2008년    | 2009년    | 2010년    | 2011년    | 2012년    | 2013년    | 2014년    | 2015년    | 2016년    | 2017년    | 주석 |
| ----- | --------- | --------- | --------- | --------- | --------- | --------- | --------- | --------- | --------- | --------- | --------- | --------- | --------- | ---- |
| 2호선 | 4,100     | 4,865     | 4,801     | 4,907     | 4,931     | 5,000     | 5,304     | 5,646     | 5,843     | 5,784     | 5,934     | 6,152     | 5,827     |      |
| 노선  | 2018년    | 2019년    | 2020년    | 2021년    | 2022년    |           |           |           |           |           |           |           |           |      |
| 2호선 | 5,681     | 5,826     | 4,031     |           |           |           |           |           |           |           |           |           |           |      |

## 인접한 역
| 대구 도시철도 2호선 | 대구 도시철도 2호선   | 대구 도시철도 2호선  |
| ------------------- | --------------------- | -------------------- |
| 223 용산 문양 방면  | ● 대구 도시철도 2호선 | 225 감삼 영남대 방면 |